# سرگینتسویل (نیوجرسی)
سرگینتسویل (به انگلیسی: Sergeantsville) یک منطقهٔ مسکونی در ایالات متحده آمریکا است که در دلاوار، نیوجرسی واقع شده‌است. سرگینتسویل ۱۰۳ متر بالاتر از سطح دریا واقع شده‌است.